# ملعب دينامو (مينسك)

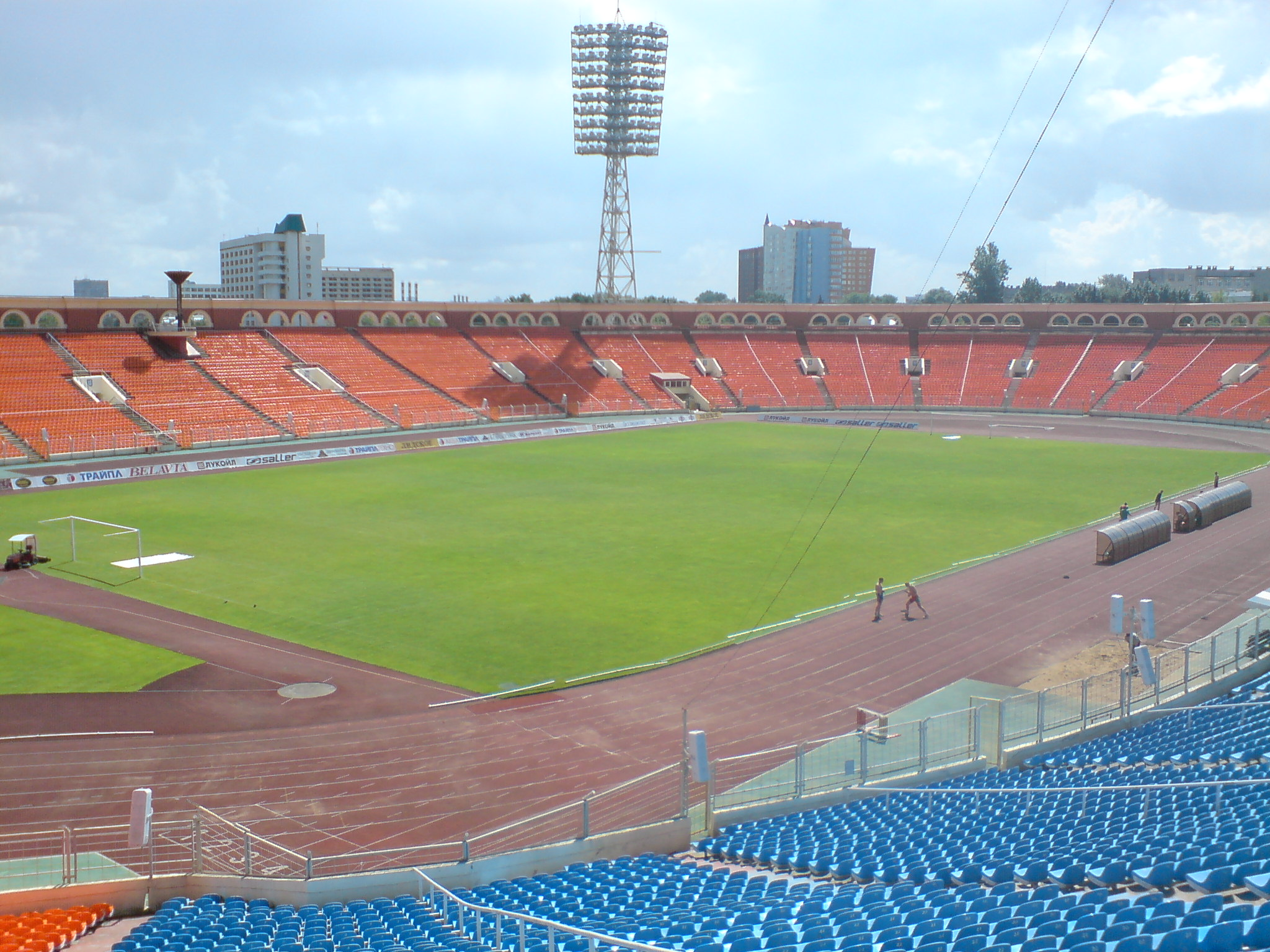

ملعب دينامو هو ملعب متعدد الاستخدام يقع في مينسك عاصمة بيلاروسيا . غالبا ما يتم استخدامه لمباريات كرة القدم . يسع الملعب لجلوس 41,040 متفرج . يعتبر الملعب الرسمي الذي يخوض فيه كلا من منتخب بيلاروسيا ونادي دينامو مينسك مبارياتهم . تم افتتاح الملعب في سنة 1934 .